# The Joy of Music (álbum)
The Joy of Music es el octavo álbum de estudio del cantautor estadounidense Ben Rector, lanzado el 11 de marzo de 2022 a través de OK Kid Recordings. Rector coprodujo el álbum con John Fields. El primer borrador de la música se grabó en enero de 2020, pero la mayor parte del álbum fue desechado y grabado durante la pandemia de COVID-19 y se completó en diciembre de 2020. La pandemia canceló su gira en curso en ese momento y retrasó otros plazos, dejando a Rector centrarse exclusivamente en la creación del álbum.
El álbum fue diseñado para evocar alegría en el oyente; Rector también construyó el álbum en torno a esta filosofía, escribiendo música y colaborando con artistas que disfrutaría y explorando nuevas ideas fuera de su zona de confort. Actuó en varios programas de televisión para promocionar el álbum y también emitió un cortometraje en diciembre de 2021 antes de su lanzamiento. The Joy of Music fue recibido positivamente por la crítica, quienes lo elogiaron por su diversidad y letras. El álbum alcanzó el puesto 189 en el Billboard 200 de EE. UU. y apareció en muchas otras listas de Billboard.

## Antecedentes

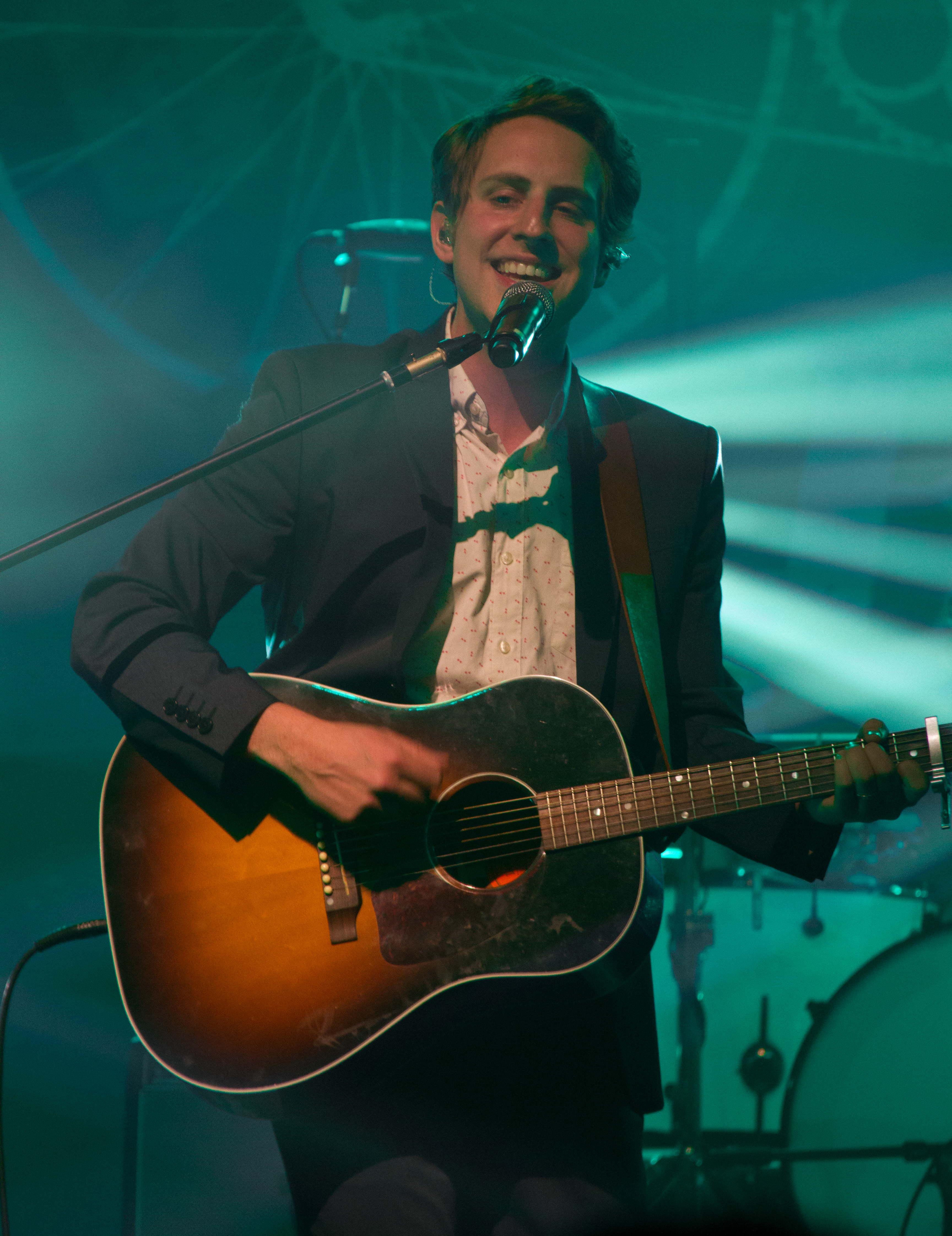
Ben Rector actuando en vivo en 2016.

Después de que Rector lanzara su séptimo álbum Magic (2018), su éxito creció y su carrera como artista independiente pasó a los negocios y la gestión. Con este cambio, Rector se dio cuenta de que hacer música no era tan emocionante para él como lo era en sus años universitarios.
En enero de 2020 y antes de la pandemia de COVID-19, Rector había grabado la mayor parte del álbum en Los Ángeles con un grupo de músicos a los que se refería como su «banda de ensueño». Cuando la COVID-19 comenzó a afectar a los Estados Unidos y el país comenzó a imponer confinamientos, el álbum quedó en suspenso. En ese momento estaba de gira después de Magic with The Old Friends Acoustic Tour, que fue cancelado a principios de 2020. Rector personalmente regresó a The Joy of Music después de unos meses y comenzó a reescribir muchas de las canciones desde cero. Solo dos de las canciones del álbum llegaron al producto final, y las otras once se escribieron durante la pandemia. Las circunstancias llevaron a Rector a sentirse libre de centrarse de lleno en el proceso creativo de la música, ya que la pandemia provocó la falta de plazos y otras responsabilidades que afrontar, como las giras. Rector descubrió que la experiencia le ayudó a redescubrir lo que le gustaba de la música en primer lugar y consideró el proyecto más como un pasatiempo que como un trabajo. Consideró The Joy of Music como su mejor trabajo en ese momento.
La segunda grabación del álbum se completó en diciembre de 2020. Rector se refirió a la experiencia desde después de la grabación hasta su finalización como "extrañamente familiar y nueva al mismo tiempo", ya que la mayor parte de su trabajo generalmente implicaba trabajo a larga distancia con otros independientemente. Con el tiempo extra disponible, pudo escribir un álbum navideño, A Ben Rector Christmas, que se lanzó a finales de noviembre de 2020. La complejidad y el desafío del año lo impulsaron a escribir «The Best is Yet to Come», una canción sobre la reflexión sobre el año actual y el próximo, en la víspera de Año Nuevo de 2020. La canción se lanzó en diciembre del año siguiente.

## Producción
El objetivo del álbum no era evocar ninguna emoción o instrucción para el oyente, sino simplemente sentir alegría escuchándolo. Este objetivo también influyó en su proceso creativo; Varias partes de la música, como la construcción y los artistas que aparecen en ella, surgieron de hacer lo que Rector pensó que sería divertido. The Joy of Music fue su primer álbum en el que Rector no «fue a lo seguro», por lo que no sabía si el álbum tendría éxito o no. Al señalar que las canciones se centran principalmente en una parte específica de la vida de una persona, Rector quería que la letra reflejara toda una vida.
«It Would Be You» se lanzó por separado del álbum en septiembre de 2020. Según Rector, fue «inspirado, escrito y grabado en cuarentena». El día después de llegar a casa del cancelado Old Friends Acoustic Tour, concibió y escribió la canción con el músico y amigo Jordy Searcy mientras ambos estaban en cuarentena en sus hogares, enviando notas de voz para comunicarse. El éxito de la canción generó la tendencia #CoffeeDadShuffle en las redes sociales y los videos se compilaron en un video musical. En octubre de 2020 se lanzó una versión acústica con Ingrid Michaelson, ya que Rector sintió que la canción funcionaba mejor a dúo. Otra canción, «Range Rover», escrita por Rector, Mark Trussell y Devin Dawson, se completó antes de ser puesta en cuarentena pero fue revisada durante la pandemia e incluía a Steve Winwood en el órgano Hammond. Rector sintió que la canción estaba demasiado fuera de su carácter y si estaba en la lista de canciones de The Joy of Music «destacaría y no pertenecería realmente» y optó por lanzarla como single. Dawson lanzó la versión original de la canción y Rector lanzó su versión por separado como sencillo en mayo de 2021.
Después de enfrentar una lesión de tobillo en 2021, descansó afuera y vio el Torneo Masters 2021, y poco después se tomó un descanso para ver un video de la cuenta de golf de Instagram No Laying Up. La pista de fondo del vídeo de Musicbed inspiró el instrumental de la canción «Sunday». «Sunday» cuenta con la voz de Snoop Dogg; Rector, fanático de Snoop Dogg desde que era niño, quería que su voz apareciera en una de sus canciones y quería que Snoop Dogg rapeara la canción, aunque anticipó que eso no sucedería. El equipo de Rector contactó al manager de Snoop Dogg, quien dijo que solo aceptaría estar en la canción si le gustaba, lo cual finalmente hizo. Ambas partes tenían una condición cada una: Rector dijo que la letra debía estar limpia para adaptarse al alcance de su audiencia, y el manager de Snoop Dogg dijo que solo recibe una toma sin rehacer. La revisión original de Snoop Dogg incluía una referencia al cannabis, y aunque Rector temía no poder alterarla, el equipo directivo acordó que puede cubrir la referencia con su propia voz para mantener la canción familiar.
El objetivo de la canción de apertura «Dream On» era sonar como una canción infantil para adultos. «Daughter» presenta un cameo de su hija Jane, que entonces tenía 2 años. Mientras grababa una nota de la canción mientras practicaba, pidió escucharla nuevamente, y el diálogo entre los dos apareció en el producto final. Cuando se completó la canción, Jane le pedía continuamente que tocara «la canción de Janie» [sic] en el coche. El objetivo de la canción era ser un «himno» para padres con niños pequeños, pero también capturar las «vibraciones de papá» que él sentía personalmente al momento de escribirla.
Junto con Snoop Dogg, The Joy of Music cuenta con voces del One Voice Children's Choir y Taylor Goldsmith, e interpretaciones instrumentales de los saxofonistas Dave Koz y Kenny G. El personaje «Joy», un personaje disfrazado, fue creado en colaboración con Jim Henson's Creature Shop. El personaje se utilizó para material promocional, el cortometraje asociado y la gira del álbum. Rector concibió el personaje porque pensó que sería divertido tener una mascota para su álbum, algo que no ha visto que se use en la música. También apreció cómo el personaje le quitó algo de atención en el escenario.

## Promoción y lanzamiento
Cuando se completó el álbum, todavía quería seguir haciendo colaboraciones que le parecían emocionantes, trabajando con Thomas Rhett en la canción «What Makes a Man», que se lanzó en agosto de 2022. El 7 de enero de 2022, Rector lanzó tres canciones del álbum como avances: «Dream On», «Supernatural» y «Living My Best Life». Antes del álbum, también adelantó partes de algunas de las canciones en las redes sociales y explicó el mensaje personal detrás de ellas. Rector interpretó una versión simplificada de «Living My Best Life» en Live with Kelly and Ryan una semana antes del lanzamiento del álbum. The Joy of Music se lanzó el 11 de marzo de 2022. En abril, interpretó «Steady Love» en The Bobby Bones Show, que según él era su canción favorita del álbum. Se llevó a cabo una gira promocional en vivo del 5 de mayo al 25 de junio de 2022, con canciones del álbum junto con éxitos populares. Lo acompañaron JP Saxe, Jake Scott, Jordy Searcy y Stephen Day.
Junto con el lanzamiento del álbum hubo un cortometraje con el mismo nombre que presenta algunas canciones del álbum. La historia sigue a Rector, quien lucha por escribir música y mentalmente, abrumado por sus deberes comerciales. Luego, Joy lo transporta a un mundo de ensueño y aprende a redescubrir su pasión por crear música. Rector detalló el significado del video musical de «Steady Love» a la revista People: el video muestra a Rector entre otros títeres que representan diferentes edades, el más joven de los cuales es una gran figura depapel maché que progresivamente se hace más pequeña. Usó estas imágenes para representar cómo uno se ve a sí mismo con menos importancia a medida que envejece, y cómo «ocupas un poco menos de espacio en tu mundo y las personas y las cosas que amas ocupan más». La película tuvo un estreno físico en diciembre de 2021 en el Teatro Franklin en Nashville, Tennessee, y luego se llevó a cabo una sesión de preguntas y respuestas. El rector llegó temprano para saludar personalmente a los fanáticos y repartir dulces. A pesar de las suposiciones de Rector de que el estreno no se vendería, el evento se agotó y se realizaron dos proyecciones más debido a su éxito. Rector citó el cortometraje como algo fuera de su zona de confort, pero de todos modos fue una experiencia agradable.

## Recepción de la crítica
Los críticos calificaron a The Joy of Music como el álbum con mayor diversidad musical de Rector hasta la fecha. Dominic Bonocore de Talon News elogió la combinación única de géneros, destacando el cruce del estilo pop tradicional de Rector con la inclusión de un coro de góspel en «Living My Best Life» y una mezcla de pop y jazz en «Supernatural». Curtis Wong de Yahoo! News consideró que «Supernatural» era la «entrada más maravillosa» con su uso del synth pop de los 80 y la interpretación yuxtapuesta del saxofón de Koz. Wong cerró diciendo que «no hay duda que The Joy of Music representa un gran paso adelante para Rector como músico». Lee Zimmerman de American Songwriter calificó el álbum como una «celebración musical descarada». Zimmerman notó el potencial atractivo masivo del álbum con su lista de colaboradores.
Los críticos también elogiaron las letras inspiradoras e identificables del álbum. Wong apreció las letras personales que hablan del tiempo y la paternidad, y su voluntad de explorar nuevos límites. También recibió positivamente el «ingenio travieso» de Rector, especialmente en «Sunday». Matt Collar de AllMusic elogió la capacidad de Rector para transformar las emociones negativas, como la preocupación, en himnos positivos, especialmente en «Dream On». Bonocore también expresó elogios similares por el tono inspirador de «Dream On». Zimmerman elogió la variedad de emociones expresadas en las canciones, como el «entusiasmo contagioso» que se encuentra en «We Will Never Be This Young Again» y «Joy», los sentimientos sentimentales asociados en «Dream On» y «Steady Love», y «Heroes» y «Thank You» por su asociación bíblica.

## Desempeño comercial
The Joy of Music apareció en muchas listas de Billboard. El álbum debutó y alcanzó el puesto 189 en las listas Billboard 200, y 17 en Top Album Sales el 26 de marzo de 2022. Esa misma semana, «Sunday» debutó en el puesto 41 en la lista Billboard Christian Songs. «Thank You» debutó en la lista Billboard Christian Airplay el 23 de abril de 2022 y permaneció en la lista durante 19 semanas, alcanzando un máximo de 33 el 28 de mayo de 2022. La canción también debutó en la lista Billboard Christian AC Airplay el 4 de junio de 2022, permaneció en la lista durante 3 semanas y alcanzó un máximo de 27 en su semana de debut. Como artista independiente, el álbum debutó en el puesto 30 en la lista de álbumes independientes de Billboard. La versión en vinilo debutó en 21 el 26 de marzo de 2022.
ESPN utilizó «Sunday» como himno durante la primera mitad de la temporada 2022 de Sunday Night Baseball, junto con otras canciones de The Joy of Music. La vicepresidenta ejecutiva de marketing de ESPN, Laura Gentile, dijo que «Sunday» «captura la alegría que trae el béisbol y los grandes sentimientos que comparten los fanáticos y jugadores al comenzar la temporada» Rector calificó el uso de la canción como «una sorpresa genial» y quedó impresionado con el borrador del anunció que le presentaron. A pesar de que ESPN organizó una reunión de presentación para Rector, él les dijo al principio que no necesitaba que lo convencieran.

## Listado de canciones
| Listado de canciones de The Joy of Music |                                     |          |  |
| N.º                                      | Título                              | Duración |  |
| 1.                                       | «Dream On»                          | 2:43     |  |
| 2.                                       | «Supernatural» (feat. Dave Koz)     | 4:27     |  |
| 3.                                       | «Living My Best Life»               | 3:35     |  |
| 4.                                       | «Steady Love»                       | 3:44     |  |
| 5.                                       | «Heroes»                            | 4:31     |  |
| 6.                                       | «Sunday» (feat. Snoop Dogg)         | 3:22     |  |
| 7.                                       | «Thank You»                         | 3:59     |  |
| 8.                                       | «Daughter»                          | 3:44     |  |
| 9.                                       | «Hanging Out»                       | 3:53     |  |
| 10.                                      | «We Will Never Be This Young Again» | 3:34     |  |
| 11.                                      | «It Would Be You»                   | 3:39     |  |
| 12.                                      | «Cliches» (feat. Taylor Goldsmith)  | 3:42     |  |
| 13.                                      | «Joy»                               | 4:43     |  |
| 49:36                                    |                                     |          |  |